# Разін Віктор Юхимович
Віктор Юхимович Разін (рос. Виктор Ефимович Разин; 2 вересня 1925, Кожаки — 22 січня 1997) — радянський офіцер, Герой Радянського Союзу.

## Біографія
Народився 2 вересня 1925 року в селі Кожаках (тепер Мосальського району Калузької області) в селянській родині. Росіянин. Закінчив шість класів середньої школи. Працював у колгоспі. Навчався в школі фабрично-заводського навчання в Омську, працював на заводі.
У 1943 році призваний до лав Червоної Армії. Закінчив школу снайперів. У боях німецько-радянської війни з жовтня 1943 року. Воював на 1-му Українському фронті.
26 січня 1945 року командир відділення 16-ї гвардійської механізованої бригади 6-го гвардійського механізованого корпусу 4-ї танкової армії комсомолець гвардії сержант В. Ю. Разін при форсуванні річки Одера у районі польського міста Кебена (Хобен) в числі перших подолав річку. Відзначився також в боях на плацдармі на західному березі річки Одера. Його відділення блокувало й знищило дот, що перешкоджав просуванню наступаючих радянських воїнів. Відділенням під командуванням гвардії сержанта В. Ю. Разіна були захоплено три станкових і два ручні кулемети, знищено багато німців.

Могила Віктора Разіна

Указом Президії Верховної Ради СРСР від 10 квітня 1945 року «за вміле командування відділенням і проявлені при цьому мужність і героїзм» гвардії сержантові Віктору Юхимовичу Разіну присвоєно звання Героя Радянського Союзу з врученням ордена Леніна і медалі «Золота Зірка» (№ 8703).
Після закінчення війни демобілізувався. Закінчив партійну школу в Калузі. Працював в Мосальському райкомі комсомолу. Член ВКП(б) з 1948 року. У 1952 році закінчив пожежно-технічне училище Міністерства внутрішніх справ СРСР. У 1961 році — Вищу школу Міністерства внутрішніх справ РРФСР.
До 1982 року служив в органах внутрішніх справ. З 1982 року В. Ю. Разін на пенсії. Жив у Києві. Помер на 72-му році життя 22 січня 1997 року. Похований разом з дружиною в Києві на Байковому кладовищі (ділянка № 49а, 50°24′59.55″ пн. ш. 30°30′5.4″ сх. д. / 50.4165417° пн. ш. 30.501500° сх. д.).

## Нагороди
Нагороджений орденом Леніна, орденом Вітчизняної війни 1-го ступеня, орденом Червоної Зірки, медалями.